# Graphomya chilensis
Graphomya chilensis är en tvåvingeart som beskrevs av Jacques-Marie-Frangile Bigot 1888. Graphomya chilensis ingår i släktet Graphomya och familjen husflugor. Inga underarter finns listade i Catalogue of Life.